# Cloacitrema michiganense
Cloacitrema michiganense är en plattmaskart. Cloacitrema michiganense ingår i släktet Cloacitrema och familjen Philophthalmidae. Inga underarter finns listade i Catalogue of Life.